# گوداف تسگای
گوداف تسگای (انگلیسی: Gudaf Tsegay؛ زادهٔ ۲۳ ژانویهٔ ۱۹۹۷) دونده زن اهل اتیوپی است.